# Ramirezella strobilophora
Ramirezella strobilophora är en ärtväxtart som först beskrevs av Robinson, och fick sitt nu gällande namn av Joseph Nelson Rose. Ramirezella strobilophora ingår i släktet Ramirezella och familjen ärtväxter.

## Underarter
Arten delas in i följande underarter:
- R. s. buseri
- R. s. pubescens
- R. s. strobilophora